# Hermann Leibold
Hermann Leibold (Karlsruhe, 21 juli 1888 – 23 november 1957) was een Duits voetballer.

## Biografie
Leibold begon zijn carrière voor Karlsruher FC Phönix. In 1903 verhuisde hij naar Berlijn en speelde een seizoen voor Britannia Berlin, waarmee hij ook de titel won. Het is niet bekend of hij ook deel uitmaakte van het elftal dat meedee aan de nationale eindronde. Hij keerde terug naar Karlsruhe, waar hij tot 1914 zou spelen, na een fusie met FC Alemannia speelde de club vanaf 1912 als Karlsruher FC Phönix-Alemannia. Nadat de club stadsrivaal KFV steeds moest laten voorgaan in de competitie konden ze in 1909 regionaal kampioen worden. In de Zuid-Duitse eindronde konden ze ook de titel veroveren zodat ze deelnamen aan de nationale eindronde. In de kwartfinale maakte hij een van de vijf doelpunten in de ruime overwinning op 1. FC 1894 München-Gladbach. In de halve finale scoorde hij twee keer in de 9-1 monsterzege tegen SC Erfurt 1895. In de finale namen ze het op tegen titelverdediger Berliner TuFC Viktoria 89. Hoewel Willi Worpitzky de hoofdstedelingen op voorsprong bracht konden Arthur Beier en Wilhem Noë scoren voor Phönix. In de tweede helft kon Leibold ook in zijn derde eindrondewedstrijd scoren en na nog een goal van Noë en de aansluitingstreffer van Helmut Röpnack won Phönix met 4-2 en werd zo landskampioen.
Als titelverdediger mocht de club ook het jaar erna aantreden in de eindronde. In de kwartfinale tegen VfB Leipzig viel Leibold na 25 minuten uit met een beenblessure. Toch won Phönix met 1-2 en plaatste zich voor de halve finale, waar er zowaar een stadsderby gespeeld werd tegen KFV, dat al de Zuid-Duitse titel veroverd had. KFV won de wedstrijd en later ook de titel zodat beide teams uit Karlsruhe kampioen geworden waren.